# Список умерших в 1056 году

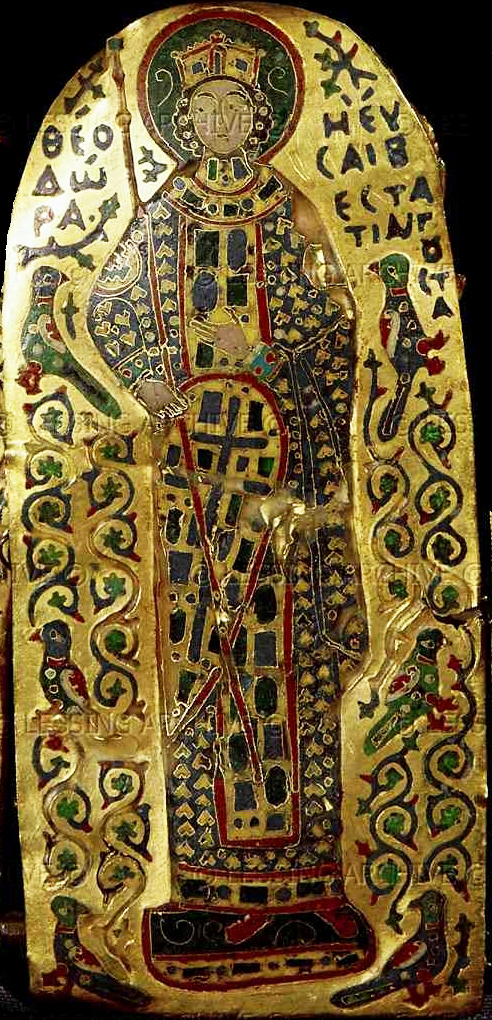
Феодора

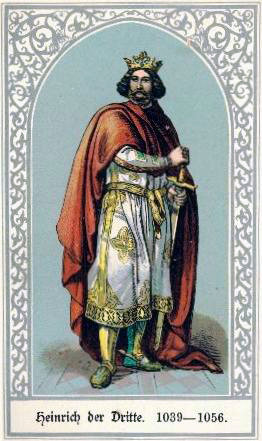
Генрих III

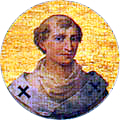
Бенедикт IX

В этой статье представлен список известных людей, умерших в 1056 году.
См. также: Категория:Умершие в 1056 году

## Февраль
- 10 февраля — Этельстан[англ.] — епископ Херефорда (1013/1016—1056)
- 11 февраля — Герман II — архиепископ Кёльна с 1036 года.

## Май
- 5 мая — Дедо — пфальцграф Саксонии (1043/1044—1056).

## Июнь
- 16 июня — Леофгар[англ.] — епископ Херефорда (1056), святой католической церкви. Погиб в сражении с валлийцами.

## Август
- 31 августа:
  - Одда — англосаксонский дворянин.
  - Феодора — византийская императрица (1055—1056), как соправительница с 1042 года.

## Сентябрь
- 10 сентября — Вильгельм — маркграф Северной марки с 1044 года.

## Октябрь
- 5 октября — Генрих III — герцог Баварии (как Генрих VI) (1027—1042, 1047—1049), герцог Швабии (1039—1045), герцог Каринтии (1039—1047), король Германии и король Бургундии (1039—1056), император Священной Римской империи (1046—1056)

## Ноябрь
- 25 ноября — Фланн Майнистрех[англ.] — ирландский поэт и историк.

## Дата неизвестна или требует уточнения
- Бенедикт IX — папа римский (1032—1044, 1045, 1047—1048). По другим источникам умер в 1055 году.
- Лев (Леон) Пафлагонский — архиепископ Охридский (1037—1056), защитник православия
- Хилал ас-Саби — персидский учёный, историк и придворный.
- Эккехард IV Санкт-Галленский — средневековый хронист, церковный писатель и педагог, монах-бенедиктинец из Санкт-Галленского монастыря (Швейцария).
- Яхья ибн Омар — вождь берберского племени лемтуна. Сподвижник основателя секты Альморавидов Абдуллы ибн Ясина.